# Roman Rozina
Roman Rozina, slovenski novinar, publicist in pisatelj; * 7. maj 1960, (Trbovlje?).
Roman Rozina je osnovno šolo obiskoval na Izlakah, gimnazijo v Trbovljah, v Ljubljani je leta 1984 končal študij novinarstva.
Zaposlil se je pri lokalnem časopisu v Zagorju, nato na nacionalni televiziji, bil samostojni novinar ter delal na razvojni agenciji. Sedaj dela kot samostojni književnik.
Od 1997 se ukvarja tudi s publicistiko, povezano z zasavsko sedanjostjo in preteklostjo, ter je avtor številnih zasavskih domoznanskih in monografskih študij.
S pisanjem leposlovja se dejavneje ukvarja v zadnjem poldrugem desetletju in v tem času je objavil pet romanov in štiri knjige kratke proze.

## Dela in nagrade
Za romane Galerija na izviru Sončne ulice (2011), Zločin in ljubezen (2016) in Sto let slepote (2021) je bil nominiran za kresnika in za slednjega je nagrado tudi prejel; za Županskega kandidata Gamsa (2014) je prejel nagrado modra ptica. Njegova zadnja romana sta Tujintuj (2023) in Trafikant (2025).